# Emotivisme moral

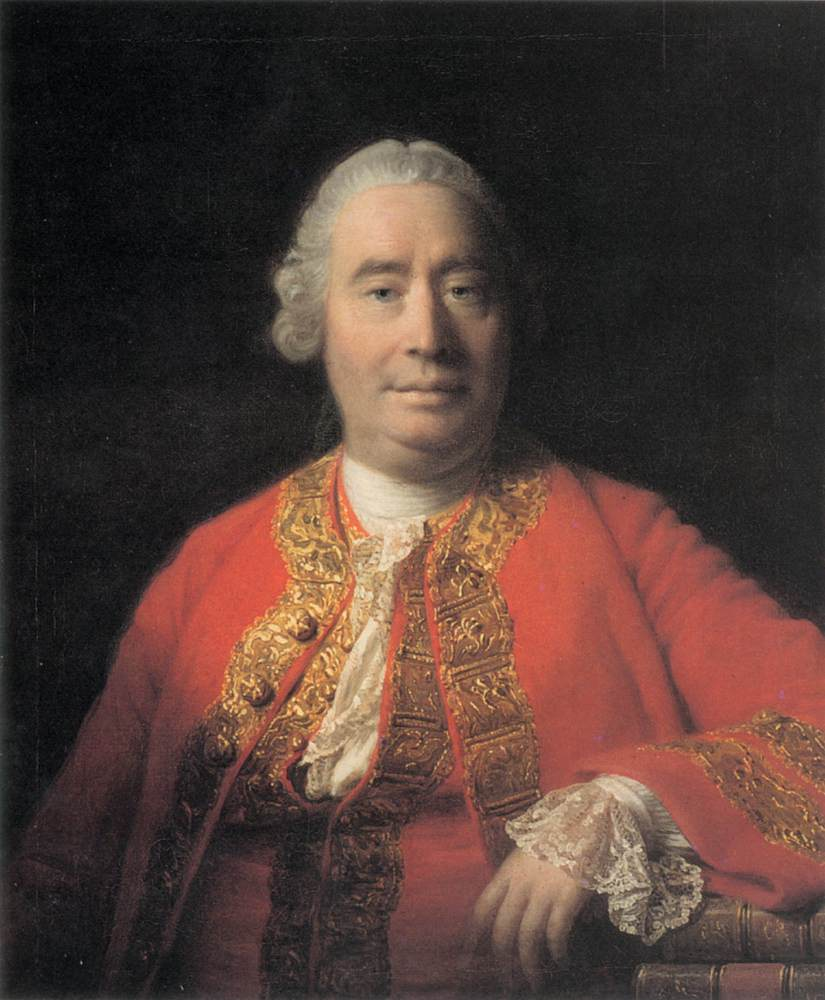
David Hume

L'emotivisme moral és un moviment filosòfic que considera que l'autèntic fonament bàsic del judici moral no són informatius (no tenen contingut objectivable), sinó que exerceixen només la funció d'expressar o suscitar sentiments o emocions. Són els sentiments els que poden mostrar la bondat o maldat de les accions humanes. Això té com a conseqüència més important la no existència d'una moral general basada en la raó, sinó que la moral està basada en els sentiments, en un gust similar al gust estètic, i, per tant la pretensió de crear normes morals racionals no té sentit. No se sap, racionalment, que una acció és moralment reprovable, sinó que se sent.
David Hume, un dels màxims exponents de l'emotivisme moral, no nega que la raó intervingui al crear el judici moral. El que nega és que sigui l'única que intervé, fins i tot nega que sigui l'element més important, però sense arribar a afirmar que la raó estigui totalment fora de l'elaboració del judici moral. La postura de Hume no és l'única versió de l'Emotivisme Moral. Existeixen altres autors com Shaftesbury, Hutcheson al segle xviii o Alfred Jules Ayer al segle xx, entre d'altres.
La versió contemporània de l'emotivisme va ser proposada inicialment per I A Richards i C K Ogden, en El significat del significat (1923), i la van acceptar autors com Bertrand Russell, A.J. Ayer i sobretot C L Stevenson (Ètica i llenguatge, 1945) i, en general, aquells que s'oposaven a l'intuïcionisme ètic. Segons Ayer, l'enunciat «vas fer malament al mentir» té el mateix valor de fet o de coneixement que l'enunciat «has mentit», encara que hi afegeix un cert to de reprovació. El contingut dels enunciats ètics, llavors, no és un altre que l'expressió dels propis sentiments cap aquest fet, així com el desig d'incitar als altres a aquests mateixos sentiments. Els conceptes morals revelen els estats d'ànim de qui les profereix i no són verificables. Per això, els judicis morals, al no ser descriptius, no són ni vertaders ni falsos i, en conseqüència, l'ètica no admet cap tractament racional i, per tant, acaba en una forma d'irracionalisme. Per tal de superar aquest aspecte irracionalista s'han desenvolupat altres teories ètiques com el descriptivisme i el prescriptivisme. Tècnicament, l'emotivisme constitueix la teoria contrària al racionalisme moral.
Des del punt de vista de l'epistemologia sovint es defensa que l'emotivisme ètic es fonamenta en la teoria ètica de David Hume, pel qual «la moralitat es determina mitjançant el sentiment». Però per a Hume, això vol dir que en tot home hi ha una mateixa natura emotiva, igual a la de qualsevol altre home, que li permet sentir la moralitat de la mateixa manera. Això permet poder parlar d'una moralitat universal; l'emotivisme, en canvi, que es remet a les emocions particulars de cadascú, no.